# Киренгешома
Киренгешома (лат. Kirengeshoma) — род растений семейства Гортензиевые, включающий в себя 2 вида кустарника, растущих в Восточной Азии (Японии и Корее). Название является совокупностью трёх японских слов – ki (желтый), renge (цветок лотоса) и shoma (шляпа) и указывает на форму желтых восковых цветков растений, напоминающих восточную шляпу.

## Биологическое описание
Род впервые описал в 1890 году Рёкити Ятабэ (исп.). 
Кустистое многолетнее травянистое растение со слегка древеснеющими внизу простыми, прямостоячими, четырехгранными  стеблями высотой в период цветения 0,8 — 1,2 м.
Листья супротивные, на черешках длиной до 25 см, с обеих сторон прижато волосистые, на ощупь бумажные, светло- или жёлто-зелёные — напоминают листья клёна.
Цветки с 5 неправильно-обратнояйцевидными лепестками длиной до 3,5 мм , налегающими друг на друга, светло-жёлтые, колокольчатые, восковые, свисающие вниз по 1—3 на длинных цветоножках — верхушечных и выходящих из пазух верхних листьев.
Плоды — трёхрогие коричневато-зелёные растрескивающиеся коробочки с плоскими бледно-жёлтыми семенами, окружёнными косым крылом.

## Виды
- Kirengeshoma palmata Yatabe, 1890 — Киренгешома дланевидная[2]
- Kirengeshoma koreana Nakai, 1935 — Киренгешома корейская